# Geomysaprinus obsidianus
Geomysaprinus obsidianus är en skalbaggsart som först beskrevs av Thomas Casey 1893.  Geomysaprinus obsidianus ingår i släktet Geomysaprinus och familjen stumpbaggar. Inga underarter finns listade i Catalogue of Life.